# Nuit d'été en ville
Pour plus de détails, voir Fiche technique et Distribution.
Nuit d'été en ville est un film français réalisé par Michel Deville et sorti en 1990.

## Synopsis
Un homme et une femme qui viennent de faire l'amour, se découvrent l'un l'autre, et évoquent l'amour, le sexe, et tout ce qui compose leur vie. Dans l'appartement d'Emilie dont les volets restent clos, une tendresse sincère s'installe entre eux.

## Fiche technique
- Titre anglais : One Summer Night in Town
- Réalisation : Michel Deville
- Scénario : Rosalinde Deville
- Production : Rosalinde Deville
- Image : Bernard Lutic
- Son : Claude Villand
- Musique : Camille Saint-Saëns interprétée par le Quatuor Viotti
- Montage : Raymonde Guyot
- Durée : 85 minutes
- Distribution : AAA
- Date de sortie : 22 août 1990

## Distribution
- Jean-Hugues Anglade : Louis
- Marie Trintignant : Emilie

## Critiques
Pour Télérama, « La mise en scène est élégante, mais parvient mal à masquer l’artifice des dialogues » . 